# Juan Pedevilla
Juan Pedevilla (Buenos Aires, 1909. június 6. – ?) argentin labdarúgóhátvéd.